# (4612) Greenstein
(4612) Greenstein ist ein Asteroid des Hauptgürtels, der am 2. Mai 1989 von der US-amerikanischen Astronomin Eleanor Helin am Palomar-Observatorium (IAU-Code 675) in Kalifornien entdeckt wurde.
Der Himmelskörper wurde am 28. August 1996 nach dem US-amerikanischen Astronomen Jesse Leonard Greenstein (1909–2002) benannt, der das Ausbildungsprogramm für Astronomie am California Institute of Technology (CalTech) gründete.